# Carlos Brandão (professor)
Carlos Rodrigues Brandão (Rio de Janeiro, 14 de abril de 1940 - Campinas, 11 de julho de 2023) foi um escritor e professor brasileiro.
Brandão, como era carinhosamente conhecido, viveu na cidade do Rio de Janeiro até os 25 anos, quando graduou-se em psicologia pela Pontifícia Universidade Católica do Rio de Janeiro em 1965. Em 1974 concluiu o mestrado em antropologia pela Universidade de Brasília e em 1980 doutorou-se em ciências sociais pela Universidade de São Paulo (1980). Livre-docente em antropologia do simbolismo pela Universidade Estadual de Campinas em 1988.  Foi fellow do St. Edmunds College da Universidade de Cambridge em 1989. Realizou pós-doutorado na Universidade de Perugia e na Universidade de Santiago de Compostela entre os anos de 1991 e 1992.
Entre os anos de 1968 e 1975 foi professor na Universidade Federal de Goiás (UFG) atuando pelo departamento que deu origem à Faculdade de Ciências Sociais (FCS). Foi professor permanente da Universidade Estadual de Campinas (Unicamp) entre os anos de 1976 até 1997 no Instituto de Filosofia e Ciências Humanas (IFCH). Mesmo aposentado, continuou trabalhando como professor colaborador nos Programas de Pós-Graduação em Antropologia e do Doutorado em Ciências Sociais da Unicamp, além de professor visitante na Universidade de São Paulo (USP), a de Uberaba, a Federal de Goiás (UFG), a Federal de Uberlândia (UFU) e a Universidade Estadual de Montes Claros (Unimontes).
Tem uma produção de mais de 100 livros publicados nas áreas da Antropologia, Educação, Arte e Meio Ambiente, além de ser autor também de livros infantis, contos e poesias. Entre os livros mais conhecidos, há "O que é educação", que faz parte da Coleção Primeiros Passos, livros de bolso famosos nas décadas de 1970 e 1980 publicados pela Editora Brasiliense. É uma obra que se tornou clássica e muito utilizada até hoje nos cursos de licenciatura (formação de professores) em todo o Brasil.
O autor também é conhecido por uma frase que erroneamente foi atribuída ao educador Paulo Freire: “A educação não muda o mundo. A educação muda as pessoas. As pessoas mudam o mundo.” Essa mensagem foi publicada no livro Paulo Freire, educar para transformar: fotobiografia.
Em 2023 lutava contra a leucemia quando contraiu a Covid-19 fragilizando ainda mais a sua saúde, não resistindo e falecendo. Deixou a mulher, Maria Alice, goiana com que se casara em 1966, uma filha (Luciana), um filho (André), dois netos e uma neta. Foi sepultado no Cemitério Parque Nossa Senhora da Conceição (Amarais) em Campinas.

## Amizade com Paulo Freire
Foi colega de Paulo Freire na Unicamp, quando o patrono da Educação do Brasil retornou do exílio em 1980. Na universidade eles se conheceram, trabalharam e viajaram juntos.
"Vim a conhecê-lo pessoalmente em 1980, quando ele voltou do exílio ao Brasil e nós nos tornamos aí companheiros, ao vivo e a cores, na Unicamp. Eu no Instituto de Filosofia e Ciências Humanas e ele na Faculdade de Educação. Amigos nos tornamos. Desde sala de aula, até longas viagens. A primeira viagem que ele fez quando voltou foi comigo"

## Prêmios e títulos acadêmicos
| Título                                         | Instituição                                         | Ano  |
| ---------------------------------------------- | --------------------------------------------------- | ---- |
| Professor emérito                              | Universidade Estadual de Campinas (Unicamp)         | 2015 |
| Doutor Honoris Causa                           | Universidade Federal de Goiás                       | 2010 |
| Doutor Honoris Causa                           | Universidade Federal de Uberlândia                  | 2008 |
| Medalha Roquette Pinto                         | Associação Brasileira de Antropologia               | 2006 |
| Prêmio Alceu Amoroso Lima - Poesia e Liberdade | Universidade Cândido Mendes                         | 2006 |
| Comendador do Mérito Científico                | Ministério da Ciência, Tecnologia e Inovação (MCTI) | 1998 |
| Medalha Dom Helder Câmara                      | Pontifícia Universidade Católica do Rio de Janeiro  |      |
| Doutor Honoris Causa                           | Universidad Nacional de Lujan (Argentina)           |      |
| Professor emérito                              | Universidade Federal de Uberlândia                  |      |